# Trịnh Điệu công
Trịnh Điệu công (chữ Hán: 鄭悼公; trị vì: 586 TCN–585 TCN), tên thật là Cơ Phí (姬沸), là vị vua thứ 12 của nước Trịnh – chư hầu nhà Chu trong lịch sử Trung Quốc.
Cơ Phí con trai của Trịnh Tương công – vị vua thứ 11 của nước Trịnh. Năm 587 TCN, Trịnh Tương công qua đời, Cơ Phí lên nối ngôi, tức là Trịnh Điệu công.
Vì việc Trịnh Tương công đánh Hứa khi sắp mất, Hứa Linh công kiện nước Trịnh với Sở Cung vương. Sở Cung vương triệu kiến nước Trịnh. Năm 586 TCN Trịnh Điệu công phải sang nước Sở và bị đuối lý, vua Sở bắt 2 đại phu nước Trịnh là Hoàng Tuất và Tử Quốc.
Trở về nước, Trịnh Điệu công tính quay sang theo nước Tấn, bèn sai công tử Yển tới nước Tấn xin giảng hòa. Tháng 8 năm 586 TCN, ông cùng đại phu Triệu Đồng nước Tấn ký minh ước tại Thùy Cức. Cuối năm đó, Trịnh Điệu công lại hội họp chư hầu với nước Tấn và các nước Tề, Tống, Vệ, Tào, Kỷ, Châu.
Năm 585 TCN, Cơ Hỗn ở nước Sở xin đại phu Tử Phản giúp mình về nước. Tử Phản đồng ý, đưa Cơ Hỗn về Trịnh. Cùng năm đó, Sở Cung vương đem quân đánh Trịnh, Tấn Cảnh công đem quân cứu Trịnh.
Cùng năm đó, Trịnh Điệu công qua đời. Ông ở ngôi chỉ được 2 năm. Em ông là Cơ Hỗn lên kế vị, tức Trịnh Thành công.